# Namtja Barwa
Namtja Barwa eller Namtjabarwa (tibetanska: གནམས་ལྕགས་འབར་བ།, Namjagbarwa); kinesiska: 南迦巴瓦峰, pinyin: Nánjiābāwǎ Fēng) är ett berg i den tibetanska delen av Himalaya. Det når 7 782 meter ö.h. Den traditionella definitionen av Himalaya, där bergskedjan löper från Indus till Brahmaputra, gör Namtja Barwa till Himalayas östligaste utpost. Det är världens östligast belägna bergstopp med en höjd på över 7 600 meter.

## Beskrivning
Namtja  Barwa höjer sig 5 000–6 800 meter ovan Yarlung Tsangpo (Brahmaputras lokala namn). Efter att det 7 795 meter höga berget Batura Sar i Karakoram bestegs 1976, var Namtja Barwa fram till 1992 världens högsta ännu ej bestigna fristående berg. Det året klättrade ett kinesiskt-japanskt bergsklättrarlag ända upp till toppen.